# Anyphops phallus
Pour les articles homonymes, voir Anyphops et Phallus.
Espèce
Synonymes
- Selenops phallus Lawrence, 1952

Anyphops phallus est une espèce d'araignées aranéomorphes de la famille des Selenopidae.

## Distribution
Cette espèce est endémique du KwaZulu-Natal en Afrique du Sud,. Elle se rencontre vers Pietermaritzburg.

## Publication originale
- Lawrence, 1952 : New spiders from the eastern half of South Africa. Annals of the Natal Museum, vol. 12, p. 183-226.